# پانک راک
پانک راک (به انگلیسی: Punk rock) یا به اختصار پانک زیرسبکی از موسیقی راک است که بین سالهای ۱۹۷۴ تا ۱۹۷۶ در انگلستان توسعه یافت. پانک راک ریشه در گاراژ راک و سرف راک دارد که امروز پروتوپانک نامیده می‌شوند. گروه‌های پانک راک بیشتر از موسیقی همه پسند که در دهه ۱۹۷۰ محبوب بود اجتناب می‌کردند، آن‌ها موسیقی خشن و پرشتاب، سازهای بی‌درنگ و اغلب اشعار سیاسی و ضد اجتماعی را در ترانه‌های کوتاه ۲ یا ۳ دقیقه ای خود می‌گنجاندند. پانک راک تفکر خودت انجام بده را سر لوحه خود قرار داد. بسیاری از گروه‌ها این سبک جنگ‌های خود را ضبط و تولید می‌کردند و موسیقی خود را به صورت غیررسمی پخش می‌کردند.
در اواخر سال ۱۹۷۶ گروه‌هایی مانند رامونز و پتی اسمیت در شهر نیویورک و سکس پیستولز و د کلش در لندن به عنوان پیشتاز یک جنبش موسیقی جدید شناخته می‌شدند. در سال بعد پانک راک در سراسر جهان گسترش یافت. پانک راک به سرعت به یک پدیده فرهنگی مهم در انگلستان تبدیل شد. درگیری سکس پیستولز با بیل گراندی در برنامه زنده تلویزیونی اش در ۱ دسامبر ۱۹۷۶ به نقطه عطفی در تبدیل پانک راک به یک پدیده تازه در انگلستان کمک کرد. هرچند برخی از فروشگاه‌ها از فروش جنگ‌های این سبک خودداری می‌کردند و ترانه‌های آن‌ها به ساختی در ایستگاه‌های رادیویی پخش می‌شد. در مه سال ۱۹۷۷ سکس پیستولز با ترانه ایی با نام خداوند ملکه را نجات دهد که به ملکه الیزابت دوم توهین می‌کرد، جنجال‌های فراوانی به پا کرد. در بیشتر موارد گروه‌های پانک راک در سطح محلی باقی می‌ماندند و تمایلی به محبوبیت بیشتر نداشتند. در اواخر دهه ۷۰ میلادی خرده فرهنگ پانک ظهور کرد که با سبک‌های لباس متمایز و خاص و انواع ایدئولوژی‌های غیر مرتبط با یکدیگر مشخص می‌شد.
در آغاز دهه ۸۰ میلادی زیر سبک‌های سریع تر و خشن تری مانند هاردکور و اوآی! به حالت غالب پانک راک تبدیل شدند. این روند منجر به پیدایش چندین گونه مختلف از هاردکور پانک مانند دی-بیت یک زیر سبک پانک راک با فازهای سنگین، که تحت تأثیر موسیقی گروه انگلیسی دیسچارچ است، آنارکو پانک و کراس، گریندکور که توسط گروه نپالم دث گسترش یافتند و کراست پانک که د اواخر دهه ۸۰ میلادی رشد کرد، شد. نوازندگانی که موسیقی پانک راک می‌نواختند کم‌کم شروع به ورود به طیف‌های گسترده‌ای از انواع دیگر سبک‌های موسیقی راک کردند که موجب پیدایش موج نو، پست پانک و آلترناتیو راک در دهه ۸۰ میلادی شد.
پانک راک به سرعت گرچه کوتاه، به پدیدهٔ فرهنگی عظیمی در بریتانیا تبدیل شد. اکثراً پانک در صحنه‌های موضعی و محدود ریشه گرفت و قصد داشت که با همراهی از جریان اصلی مخالفت کند. با شروع دههٔ ۱۹۸۰، سبک‌های حتی سریع‌تر و خشن‌تر مانند هاردکور و اوآی! به مد غالب پانک راک تبدل شده‌بودند. موسیقی‌دان‌هایی که با پانک راک شناخته یا الهام‌گرفته‌شده پنداشته می‌شدند. با آغاز سده جدید گروه‌های موسیقی جدید پاپ پانک همچون گرین دی موجب شهرت گسترده این جنبش، پس از گذشت دهه‌هایی از آغاز آن شدند.

## گروه‌های مشهور در این سبک
- ریمونز
- گرین دی
- رایز اگنست
- بد ریلیجین
- بلک فلگ
- سکس پیستولز